# Сузоп
Сузоп — село в Солтонском районе Алтайского края. Административный центр Сузопского сельсовета.

## История
В 1928 году село состояло из 77 хозяйств, основное население — русские. В административном отношении являлось центром Сузопского сельсовета Солтонского района Бийского округа Сибирского края.

## Население
| 1926  | 1997 | 1998  | 1999  | 2000  | 2001  |
| ----- | ---- | ----- | ----- | ----- | ----- |
| 370   | ↗976 | ↗1010 | ↗1019 | ↗1024 | ↘1022 |
| 2002  | 2003 | 2004  | 2005  | 2006  | 2007  |
| ↘1012 | ↘923 | ↘917  | ↘839  | ↗842  | ↗857  |
| 2008  | 2009 | 2010  | 2011  | 2012  | 2013  |
| ↗864  | ↘849 | ↘726  | ↘722  | ↘675  | ↘649  |

### Национальный состав
Согласно результатам переписи 2002 года, в национальной структуре населения русские составляли 92 %.